# 제2비행사단
제2비행사단(일본어: 第2飛行師団 다이니히코시단[*])은 일본 제국 육군 항공대의 항공사단으로, 관동군의 항공대로 시작한 부대이다. 통칭호는 "鷲 와시[*] 9109"

## 역사
만주사변 이후 항공전력 증강을 위해 1931년 6월 11일에 조선 평양에서 관동군 비행대로 창설되었다. 이후, 신징으로 옮겨가 1935년 12월 2일에 관동군 비행집단, 1937년 8월 2일 제2비행집단, 1942년 4월 15일, 만주에서 제2비행사단으로 바뀌었다.
1942년 6월 1일, 새로이 편성된 제2항공군으로 제4비행사단과 함께 전속하였다.
태평양 전쟁이 발발하고, 제2차 필리핀 전역에 참전하기 위해 1944년 5월에 제4항공군으로 전속하고 필리핀에 배치되었다. 제4비행사단에서 항공기를 이관받아 레이테 전투에 참전하였다. 주로 미국군의 함선, 비행장을 공격하고 호송선단을 호위하다가, 이후 가미카제 부대를 편성하여 공격하면서 전력을 깎아먹었다.
1945년 1월 1일 새해 첫날부터 제3항공군 2월에 제4항공군이 해체됨에 따라 제7비행사단과 함께 제3항공군으로 전속하였다. 3월부터는 사령부와 살아남은 비행부대가 민다나오섬, 4월에 싱가포르로 후퇴하였다. 제2비행사단은 1945년 5월 23일에 해체되었다.

## 지휘부

### 사령관
| # | 계급 | 성명              | 취임일           | 이임일   | 비고 |
| - | ---- | ----------------- | ---------------- | -------- | ---- |
| 1 | 대좌 | 나가니메 가메스케 | 1931년 11월 11일 |          |      |
| 2 | 소장 | 오에 료이치       | 1932년 6월 6일   |          |      |
| 3 | 소장 | 마키노 마사쓰구   | 1932년 10월 3일  |          |      |
| 4 | 소장 | 사노 미쓰노부     | 1933년 12월 20일 |          |      |
| 5 | 소장 | 오가사와라 가즈오 | 1935년 8월 1일   | 12월 2일 |      |

| # | 계급 | 성명              | 취임일         | 이임일 | 비고 |
| - | ---- | ----------------- | -------------- | ------ | ---- |
| 1 | 소장 | 오가사와라 가즈오 | 1938년 6월 1일 |        |      |
| 2 | 소장 | 안도 사부로       | 1939년 8월 1일 |        |      |

| # | 계급 | 성명              | 취임일         | 이임일          | 비고 |
| - | ---- | ----------------- | -------------- | --------------- | ---- |
| 1 | 소장 | 안도 사부로       | 1938년 6월 1일 |                 |      |
| 2 | 중장 | 사가 데쓰지       | 1939년 8월 1일 |                 |      |
| 3 | 중장 | 데라모토 구마이치 | 1940년 8월 1일 | 1942년 4월 15일 |      |

| # | 계급 | 성명              | 취임일           | 이임일          | 비고 |
| - | ---- | ----------------- | ---------------- | --------------- | ---- |
| 1 | 중장 | 데라모토 구마이치 | 1942년 1월 11일  |                 |      |
| 2 | 중장 | 가와베 도라시로   | 1943년 5월 1일   |                 |      |
| 3 | 중장 | 시모야마 다쿠마   | 1943년 5월 19일  |                 |      |
| 4 | 중장 | 야마세 마사오     | 1943년 9월 11일  |                 |      |
| 5 | 중장 | 기노시타 이사무   | 1944년 10월 21일 |                 |      |
| 6 | 중장 | 데라다 세이이치   | 1944년 11월 27일 | 1945년 5월 23일 |      |

### 참모장
| # | 계급        | 성명              | 취임일          | 이임일           | 비고  |
| - | ----------- | ----------------- | --------------- | ---------------- | ----- |
| 1 | 항공병 대좌 | 호조지 히사오     | 1938년 6월 1일  | 1938년 6월 30일  | [ 1 ] |
| 2 | 항공병 대좌 | 구스노키 노부이치 | 1938년 6월 30일 | 1940년 3월 9일   | [ 2 ] |
| 3 | 항공병 대좌 | 요시다 기하치로   | 1940년 3월 9일  | 1941년 11월 25일 | [ 3 ] |
| 4 | 대좌        | 가와카미 기요시   | 1941년 12월 5일 | 1942년 4월 15일  | [ 4 ] |

| #      | 계급 | 성명            | 취임일           | 이임일           | 비고  |
| ------ | ---- | --------------- | ---------------- | ---------------- | ----- |
| 1      | 대좌 | 가와카미 기요시 | 1942년 4월 15일  | 1943년 1월 19일  | [ 4 ] |
| 2      | 대좌 | 가와베 주자부로 | 1943년 1월 19일  | 1943년 12월 11일 | [ 5 ] |
| 3      | 대좌 | 우치다 고세이   | 1943년 12월 11일 | 1944년 10월 14일 | [ 6 ] |
| 4      | 대좌 | 오가 도키오     | 1944년 10월 14일 | 1945년 3월 5일   | [ 7 ] |
| (대리) | 중좌 | 오바타 가즈키   | 1945년 3월 5일   | 1945년 5월 24일  | [ 8 ] |

## 전투 서열

### 1937년 하순
- 비행 제10연대 (2개 정찰, 2개 중폭격기 중대)
- 비행 제11연대 (4개 전투기 중대)
- 비행 제12연대 (4개 중폭격기 중대)
- 비행 제15연대 (2개 정찰 중대)
- 비행 제16연대 (2개 전투기, 2개 경폭격기 중대)

### 1938년 말기
- 비행 제10연대 (2개 정찰기 중대, 1개 경폭격기 중대)
- 제2비행단:
  - 비행 제6연대 (경폭격기), 조선반도
  - 비행 제9연대 (전투기), 조선반도
  - 비행 제65연대 (경폭격기), 조선반도
- 제7비행단:
  - 비행 제12연대 (중폭격기)
  - 비행 제15연대 (정찰기)
  - 비행 제61연대 (중폭격기)
- 제8비행단:
  - 비행 제16연대 (경폭격기)
  - 비행 제33연대 (전투기)
  - 비행 제58연대 (중폭격기)
- 제12비행단:
  - 비행 제11연대 (전투기)
  - 비행 제24연대 (전투기)

### 1944년 5월
| 전투부대 - 제6비행단 사령부 - 비행 제32전대 (경폭) - 비행 제66전대 (경폭) - 비행 제70전대 (전투) - 제13비행단 사령부 - 비행 제65전대 (습격) - 제28독립비행대 (정찰) | 비행장부대 - 제6항공지구사령부 - 제13항공지구사령부 - 제26비행장대대 - 제37비행장대대 - 제86비행장대대 |

## 기록

### 계보
- 1931년 6월 11일, 関東軍飛行隊 →관동군 비행대
- 1935년 12월 2일, 関東軍飛行集団 →관동군 비행집단
- 1937년 8월 2일, 第2飛行集団 →제2비행집단
- 1942년 4월 15일, 第2飛行師団 →제2비행사단

### 소속
1. 관동군, 1931년 6월 11일
2. 제2항공군, 1942년 6월 1일
3. 제4항공군, 1944년 5월
4. 제3항공군, 1945년 2월

### 참전
- 중일 전쟁
- 태평양 전쟁
  - 필리핀 전역 (1944년~1945년)
    - 레이테 전투

## 참고 자료
- 秦郁彦 (2005). 《日本陸海軍総合事典》 (일본어) 2판. 東京大学出版会.
- 外山操 (1981). 《陸海軍将官人事総覧 陸軍篇》 (일본어). 芙蓉書房. ISBN 978-4829500026.
- 外山操 (1987).  森松俊夫, 편집. 《帝国陸軍編制総覧》 (일본어). 芙蓉書房.
- 木俣滋郎 (1987). 《陸軍航空隊全史》. 航空戦史シリーズ90 (일본어). 朝日ソノラマ.
- 《太平洋戦争師団戦史》. 別冊歴史読本 戦記シリーズNo.32 (일본어). 新人物往来社. 1996.
- 防衛研究所戦史室 (1976). 《陸軍航空の軍備と運用（3）大東亜戦争終戦まで》. 戦史叢書 (일본어). 朝雲新聞社. ASIN: B000J9J2WO.